# Sharp power
Le sharp power (terme anglais signifiant « pouvoir piquant, pointu, tranchant ») caractérise la politique diplomatique manipulatrice d'un pays pour influencer et saper le système politique d'un pays cible.

## Création du concept
Deux chercheurs du National Endowment for Democracy (NED), Christopher Walker et Jessica Ludwig, ont popularisé le terme « sharp power » (en usage depuis le début du XIXe siècle) en novembre 2017 ; il est apparu dans un article du magazine Foreign Affairs décrivant les politiques agressives et subversives employées par les gouvernements autoritaires comme une projection du pouvoir d'État dans les pays démocratiques, politiques n'entrant pas dans les définitions habituelles de science diplomatique de hard power ou soft power. L'article de la NED cite spécifiquement la chaîne de télévision RT, financée par l'État russe, et les partenariats éducatifs de l'Institut Confucius parrainés par l'État chinois comme des exemples de sharp power. Selon le NED, les États autocratiques ne cherchent pas nécessairement « à gagner les cœurs et les esprits » (l'objectif communément admis des efforts de soft power), mais ils cherchent clairement à manipuler le public ciblé en déformant les informations qui les atteignent[réf. à confirmer]. Le NED décrit le sharp power comme « un pouvoir qui perce, pénètre et perfore l’environnement politique et informationnel des pays-cibles », ces derniers subissant une propagande qualifiée « de subversive et de corrosive ».
Depuis 2018, le terme de « sharp power » s'est répandu et est utilisé dans les articles de presse, les discussions savantes et les audiences du Congrès américain. Les représentants du Parti communiste chinois ont utilisé cette expression, rejetant les affirmations occidentales selon lesquelles leur pays s'est engagé dans des pratiques de sharp power. Son succès s'explique parce qu'il décrit les politiques imputées à la Chine, et la Russie.

## Aperçu
Le sharp power peut inclure les tentatives d'un pays de manipuler et de gérer des informations à son propos dans les médias d'information et les systèmes éducatifs d'un autre pays, dans le but d'induire en erreur ou de diviser l'opinion publique d'un pays ciblé, ou pour masquer ou détourner l'attention d'informations négatives le concernant.
Il existe un lien entre le sharp power et les régimes autoritaires, comme l'explique Christophe Walker : « Cette approche tire parti de l'asymétrie entre les systèmes libres et non libres, permettant aux régimes autoritaires à la fois de limiter la libre expression et de déformer les environnements politiques dans les démocraties tout en protégeant simultanément leur propre public domestique des appels démocratiques venant de l’étranger ». Cela rend le sharp power plus facile à utiliser pour un État autoritaire qu'un régime démocratique.
Les politiques de soft power peuvent inclure des programmes d'échanges d'étudiants et le parrainage d'événements culturels et sportifs. Les politiques du sharp power se distinguent de celles du soft power, qui sont des politiques attrayantes qui projettent une impression positive d'un pays et favorisent une meilleure compréhension avec un autre pays, pour finalement influencer les décisions d'un autre pays par la persuasion. Le sharp power se distingue également du hard power caractérisé par des politiques coercitives d'un pays pour contraindre un autre pays à agir ou à modifier ses décisions. Le hard power peut inclure la force militaire, les sanctions économiques et les menaces diplomatiques.
Le sharp power comporte souvent un élément numérique. En particulier, les exercices chinois en sharp power (en) sont réalisés presque entièrement en ligne.
Selon Joseph Nye, l’inventeur du concept de soft power, les gains en sharp power conduisent à des pertes en soft power.

## Exemples
Le gouvernement chinois a agi pour contraindre Hollywood à prendre en compte ses attentes, comme pour contraindre la NBA à s'autocensurer concernant les affaires et les intérêts chinois.

## Voir également
- Soft power
- Hard power
- Smart power
- Projection (défense)
- Puissance (relations internationales)
- Pouvoir (sciences sociales)
- Pouvoir et contrôle abusifs
- Guerre politique
- Guerre psychologique
- Propagande
- Mesures actives
- Diplomatie des otages